# Russ Kassoff
Russell „Russ“ Kassoff (* August 1953) ist ein US-amerikanischer Jazzmusiker (Piano, Komposition), der sich zunächst vor allem als Orchesterleiter, Arrangeur und Begleitmusiker in der Musikszene New Yorks hervortat.

## Leben und Wirken
Kassoff wuchs in Brooklyn und Merrick (New York) auf; mit drei Jahren bekam er ein Kinderklavier; ein Jahr später erhielt er ersten Klavierunterricht. Er begann im Alter von 13 Jahren als professioneller Musiker in den Catskills zu arbeiten, um dann den Bachelor of Music an der Crane School of Music an der State University of New York (Potsdam) zu erwerben.
Seit den 1970er-Jahren arbeitete Kassoff als Jazzpianist, Dirigent, musikalischer Leiter, Komponist, Orchestrator und Arrangeur in der New Yorker Musikindustrie. Frank Sinatra engagierte ihn elf Jahre lang für seine Tourneen. Am Broadway spielte oder dirigierte er unzählige Shows, unter anderem fungierte er als musikalischer Leiter und Dirigent von Twyla Tharps Hommage an Frank Sinatra. Des Weiteren arbeitete er mit Liza Minnelli (mit der er 18 Jahre lang auf Tournee war), Rita Moreno (als musikalischer Leiter), Charles Aznavour (als Dirigent und Pianist), Perry Como, Dean Martin, Sammy Davis Jr., Vic Damone, Carly Simon (Film Noir , 1997), Lainie Kazan, Debbie Gravitte, Luciano Pavarotti, Bucky Pizzarelli (Cafe Pierre Trio), Tierney Sutton, Marilyn Maye, Tony Danza, Rebecca Luker, Red Norvo, Chris Connor, Mimi Hines, Rod Stewart (It Had to Be You… The Great American Songbook, 2002) und Sylvia Syms zusammen.
Im Bereich des Jazz war er laut Tom Lord zwischen 1982 und 2009 an 14 Aufnahmesessions beteiligt.
In New York trat Kassoff unzählige Male in der Carnegie Hall, der Radio City Music Hall, der Avery Fisher Hall, der Alice Tully Hall, dem New York State Theatre, dem Kaplan Penthouse und der Town Hall auf. Im National Arts Club hat Russ im Laufe von 25 Jahren zahlreiche Trios und Kleingruppen geleitet. In den 1980er-Jahren trat er regelmäßig im Bradley’s und im Club One Fifth Avenue auf, seit 1984 regelmäßig im Jazzclub Knickerbocker. Außerdem leitete Kassoff eine Bigband, in der Jazzmusiker wie Ted Nash, Caleb Curtis, Andy Fusco, Dan Block, Gerry Niewood, Carl Maraghi, Greg Gisbert, Dave Bargeron, Jay Leonhart, Gene Bertoncini, James Cirillo und Dennis Mackrel spielten.
Unter eigenem Namen legte Kassoff 2006 das Album Somewhere vor, eingespielt in Trio-Besetzung mit Martin Wind (Bass) und Tim Horner (Schlagzeug). Kassoff habe von Natur aus eine Vorliebe für bewährte Standards, die er im Laufe seiner langen Karriere mit unzähligen Sängern gespielt hat, und doch sei er in der Lage, jedem Song etwas Frisches zu verleihen, meinte Ken Dryden (All About Jazz). Sein nachfolgendes Album Bird Fly By (2010) ist laut Jack Bowers „ein entzückendes Album eines Pianisten (und Trios), der bekannter sein und mehr Anerkennung finden sollte“.

## Diskographische Hinweise
- Bucky Pizzarelli: The Café Pierre Trio (Monmouth, 1982), mit Jerry Bruno
- Catherine Dupuis, Russ Kassoff: The Rules of the Road (2005)
- Somewhere (2006)
- Bird Fly By (2010), mit Jay Anderson, Dennis Mackrel